# 王立展示館
王立展示館（おうりつてんじかん、王立博覧会ビル、Royal Exhibition Building）はオーストラリアのメルボルンにある歴史的建築物。カールトン庭園の中に立地している。

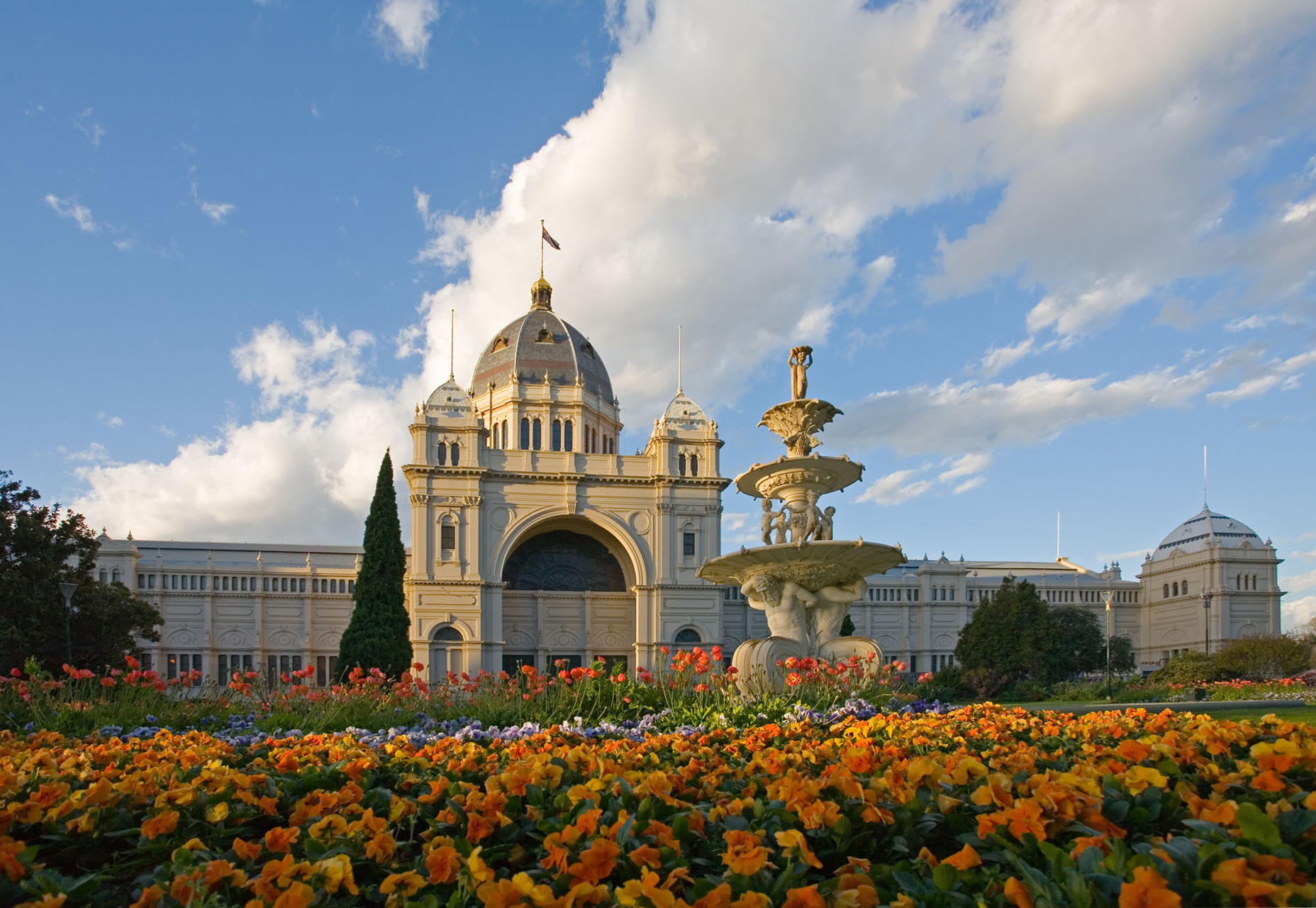
王立展示館

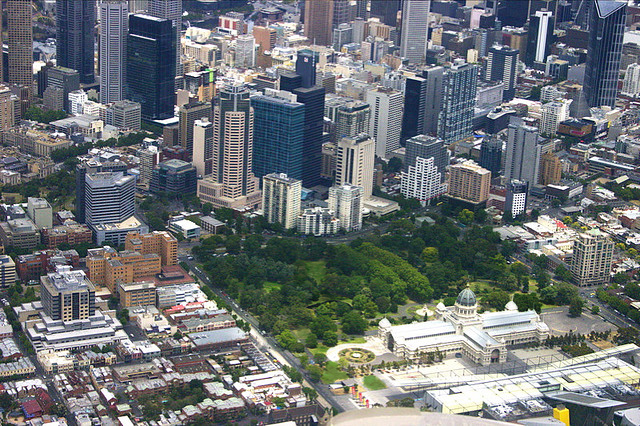
上空から

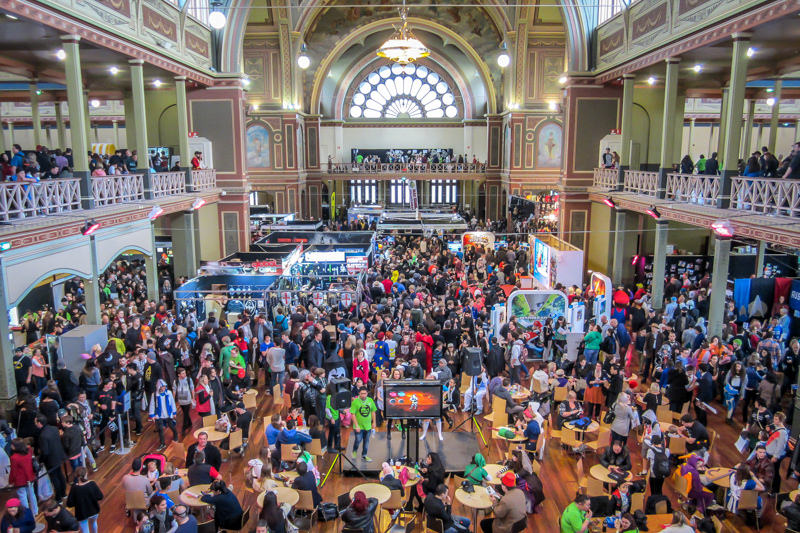
2014年コミックコンベンション

## 歴史
1880年メルボルン万国博覧会の中心的な展示館として建設された。設計はビクトリア州立図書館やメルボルン市庁舎を手掛けた建築家のジョセフ・リードである。全長150m、高さ68m、建築面積12,000㎡。中央のドームはフィレンツェ大聖堂をモデルにしており、8角形の台座の上に構築された。当初は小規模な別館が周囲に建ち並んでいたが現存しない。
王立展示館は博覧会終了後もメルボルンの歴史的イベントの会場として使われ続けた。主なものでは、1888年のオーストラリア入植100年記念展示会、1901年の第一回オーストラリア連邦議会開会式、1919年のスペインかぜ流行時は臨時病院として、1956年メルボルンオリンピックではレスリング会場となった。
王立展示館は大型の建造物であるため、修理にかかる費用も大きい。過去に何度か「老朽化による解体」に直面したことがあるが、その度に反対運動が起こり解体を回避している。
1996年にサウスバンク地区（Southbank）にメルボルン会議展示センター（en:Melbourne Convention and Exhibition Centre)が開場したため、メルボルン随一の会議・展示場の座を譲ることになった。
2004年7月2日、カールトン庭園とともにユネスコの世界遺産（文化遺産）に登録された。1800年代後半の博覧会ブームの建築として現存する数少ない大型展示館であることが登録理由。
現在、王立展示館はミュージアム・ビクトリアが運営しており、文化的イベントの会場として使われている。